# Tranqueville-Graux
Tranqueville-Graux és un municipi francès, situat al departament dels Vosges i a la regió del Gran Est. L'any 2007 tenia 82 habitants.

## Demografia

### Població
El 2007 la població de fet de Tranqueville-Graux era de 82 persones. Hi havia 40 famílies, de les quals 12 eren unipersonals (8 homes vivint sols i 4 dones vivint soles), 12 parelles sense fills, 8 parelles amb fills i 8 famílies monoparentals amb fills.
La població ha evolucionat segons el següent gràfic:
Habitants censats

### Habitatges
El 2007 hi havia 42 habitatges, 38 eren l'habitatge principal de la família, 3 eren segones residències i 1 estava desocupat. 39 eren cases i 3 eren apartaments. Dels 38 habitatges principals, 31 estaven ocupats pels seus propietaris i 7 estaven llogats i ocupats pels llogaters; 5 tenien dues cambres, 7 en tenien tres, 11 en tenien quatre i 15 en tenien cinc o més. 24 habitatges disposaven pel capbaix d'una plaça de pàrquing. A 20 habitatges hi havia un automòbil i a 13 n'hi havia dos o més.

### Piràmide de població
La piràmide de població per edats i sexe el 2009 era:
| Homes | Edats   | Dones |
| ----- | ------- | ----- |
| 0     | 95 o +  | 0     |
| 0     | 90 a 94 | 0     |
| 0     | 85 a 89 | 0     |
| 0     | 80 a 84 | 0     |
| 0     | 75 a 79 | 8     |
| 4     | 70 a 74 | 0     |
| 8     | 65 a 69 | 4     |
| 4     | 60 a 64 | 0     |
| 8     | 55 a 59 | 4     |
| 0     | 50 a 54 | 8     |
| 4     | 45 a 49 | 4     |
| 4     | 40 a 44 | 0     |
| 0     | 35 a 39 | 0     |
| 0     | 30 a 34 | 0     |
| 4     | 25 a 29 | 0     |
| 4     | 20 a 24 | 0     |
| 8     | 15 a 19 | 0     |
| 4     | 10 a 14 | 4     |
| 0     | 5 a 9   | 0     |
| 0     | 0 a 4   | 0     |

## Economia
El 2007 la població en edat de treballar era de 47 persones, 33 eren actives i 14 eren inactives. De les 33 persones actives 25 estaven ocupades (14 homes i 11 dones) i 8 estaven aturades (3 homes i 5 dones). De les 14 persones inactives 8 estaven jubilades, 1 estava estudiant i 5 estaven classificades com a «altres inactius».
Activitats econòmiques
L'any 2000 a Tranqueville-Graux hi havia 6 explotacions agrícoles.

## Poblacions més properes
El següent diagrama mostra les poblacions més properes.